# Svinice
Svinice este o comună slovacă, aflată în districtul Trebišov din regiunea Košice. Localitatea se află la altitudinea de 100 m deasupra n.m., se întinde pe o suprafață de 5,26 km2 și, în 2017, număra 217 locuitori.

## Istoric
Localitatea Svinice este atestată documentar din 1311.

## Demografie
| An:                | 1994 | 2004   | 2014   | 2024   |
| ------------------ | ---- | ------ | ------ | ------ |
| Număr de persoane: | 248  | 245    | 230    | 219    |
| Diferență:         |      | −1,20% | −6,12% | −4,78% |

| An:                | 2023 | 2024   |
| ------------------ | ---- | ------ |
| Număr de persoane: | 213  | 219    |
| Diferență:         |      | +2,81% |